# Streets
Streets fue una banda de rock estadounidense, conformada por el tecladista Steve Walsh, el guitarrista Mike Slamer, el bajista Billy Greer y el baterista Tim Gehrt. Steve Walsh se unió a la banda procedente de la agrupación Kansas. Grabaron tres álbumes entre 1983 y 1997.

## Discografía
- (1983) 1st
- (1985) Crimes in Mind
- (1997) King Biscuit Flower Hour Presents Streets

## Miembros
- Steve Walsh - teclados, voz
- Mike Slamer - guitarras
- Billy Greer - bajo
- Tim Gehrt - batería